# Landsat Island
Landsat Island är en ö i Kanada.   Den ligger i provinsen Newfoundland och Labrador, i den östra delen av landet, 1 800 km nordost om huvudstaden Ottawa. Arean är 0,11 kvadratkilometer.